# グラスホッパー (砲艦)
グラスホッパー (HMS Grasshopper) はイギリス海軍の河用砲艦。ドラゴンフライ級。グラスホッパーはバッタを意味する。

## 艦歴
1937年8月9日、中国の河川に配備されている河用砲艦の代艦の一隻として発注。ウールストンのソーニクロフト社で1937年12月29日起工。1939年1月19日進水。
1939年4月、「グラスホッパー」は自力航行で中国へと向かった。「グラスホッパー」は香港で1939年6月1日に就役し、6月13日に竣工した。同月末、「グラスホッパー」はインセクト級砲艦「ナット」の代わりとして長江に配備された。「ナット」乗員の一部は「グラスホッパー」に移った。1941年12月に日本が第二次世界大戦に参戦すると、「グラスホッパー」は中国からシンガポールに移された。1942年1月中は「グラスホッパー」はマレー半島の戦いでの連合国軍の撤退を援護した。1月27日からは「グラスホッパー」と「ドラゴンフライ」は日本軍の進軍によって取り残されたイギリス第53歩兵旅団と第15インド歩兵旅団の3000名近くをBatu Pahatの南の沼地から救出した。
日本軍によるマレー半島占領後、2隻はシンガポール港へ移動した。2月9日、日本軍はジョホール海峡の横断を開始。激しい戦闘が行われ、シンガポール港内の艦船は多くが脱出した。2月11日の時点では「グラスホッパー」と「ナット」が残っている船では最大のものであった。2隻は脱出する人を乗せて2月13日21時にシンガポールからバタビアへ向け出航した。翌日2隻は日本軍の爆撃機の攻撃を受けて「グラスホッパー」に爆弾1発が命中。その後再び攻撃を受けて3度命中弾を受けた「ドラゴンフライ」が沈没。「グラスホッパー」も2度被弾して火災が発生。弾薬庫の隣にまで火災が広がったため総員退艦命令が出された。乗員は日本軍機の機銃掃射を受けながら近くの島へボートで移動し、そこで「ドラゴンフライ」の生存者と合流した。ボートと徴発したTongkangで2月19日にオランダ領東インドのシンケップ島に着いた。負傷者を残し、二日後にジャンクでスマトラ島へ向け出発。マラッカ海峡を通ってスマトラ島に到達し、Indragiri川をさかのぼった。川幅が狭くなりジャンクで進めなくなると船から降り、ジャングル内を歩いて進んだが、日本軍の支配地域に入ってしまい捕らえられた。
乗員のうち二人はスマトラ島へ向かわなかった。二人はイギリス海軍予備員一人、イギリス陸軍兵二人と合流した。彼らは日本軍と問題が起きることを避けるためSelayar島へ送られた。そこで船を提供され 、彼らはマドラスへ向かうことを決めた。そして、17日間の旅の末にインドにたどり着いた。